# The Klan: A Legacy of Hate in America
The Klan: A Legacy of Hate in America ist ein US-amerikanischer Dokumentar-Kurzfilm von Werner Schumann aus dem Jahr 1982. Der Film wurde bei der Oscarverleihung 1983 als bester Dokumentar-Kurzfilm nominiert.

## Inhalt
Der Film besteht sowohl aus Archivbildern, als auch aus eigens für den Film gedrehtem Material. Sprecher des Dokumentarfilms ist James Whitmore.
Der Film beschreibt die Entwicklung des US-amerikanischen rassistischen Geheimbunds Ku-Klux-Klan von seinen Anfängen während des Sezessionskrieges über seine Neugründung nach dem Film Die Geburt einer Nation (1915), seiner Ausbreitung während der Ära der Rassentrennung, der Mississippi-Bürgerrechtsaktivisten-Morde bis zu seinen modernen Auswüchsen unter Robert Shelton, dem Anführer des United Klans of America sowie David Duke und Don Black.
Ein Schwerpunkt wird auf den heutigen Stand des Klans in der amerikanischen Gesellschaft gelegt. Der Film enthält ein Interview mit Jerry Thompson, der 18 Monate als investigativer Journalist als Klananhänger für die amerikanische Tageszeitung The Tennessean verbrachte, sowie mit David Duke. Der Film thematisiert außerdem Gespräche mit Opfern und Gegnern des Klans aus jüngster Vergangenheit. Die bekanntesten Vorfälle zu jener Zeit wurden ebenfalls angesprochen: Gladys Girgenti, die verschiedene Bombenattentate vorbereitet hatte, sowie das Massaker von Greensboro.

## Hintergrund
Der Film wurde von Guggenheim Productions für das seit 1979 bestehende Klanwatch-Projekt des Southern Poverty Law Centers (SPLC) produziert.
Der Film wurde bei der Oscarverleihung 1983 als bester Dokumentar-Kurzfilm nominiert. Der Oscar ging aber an If You Love This Planet von Edward Le Lorrain und Terre Nash.